# Halocynthia okai
Halocynthia okai är en sjöpungsart som beskrevs av Friedrich Ritter 1907. Halocynthia okai ingår i släktet Halocynthia och familjen lädermantlade sjöpungar. Inga underarter finns listade i Catalogue of Life.